# 茨田町
茨田町（まったちょう）は、大阪府北河内郡にあった町。現在の大阪市鶴見区北東部にあたる。

## 地理
- 河川：寝屋川、古川

## 歴史
- 1939年（昭和14年）6月1日 - 北河内郡諸堤村、古宮村が合併して茨田町が発足。横堤・諸口・徳庵・中茶屋・焼野・浜・大宮・安田の8大字を編成。旧・古宮村役場を町役場として使用。
- 1955年（昭和30年）4月3日 - 大阪市に編入され、城東区の一部となる。同日茨田町廃止。
- 1974年（昭和49年）7月22日 - 分区により、旧町域が鶴見区の一部となる。

## 交通

### 鉄道路線
現在は旧町域にOsaka Metro長堀鶴見緑地線の横堤駅・鶴見緑地駅が所在するが、当時は未開業。

### 道路
現在は旧町域に近畿自動車道の大東鶴見インターチェンジが所在するが、当時は未開通。